# Bantuana
Bantuana is een Afrotropisch geslacht van vlinders van de familie van de Eupterotidae, uit de onderfamilie van de Striphnopteryginae.
Dit geslacht is monotypisch, dat wil zeggen dat het maar één soort heeft namelijk Bantuana cregoei Distant, 1906 uit Zuid-Afrika.